# Франке, Эгон

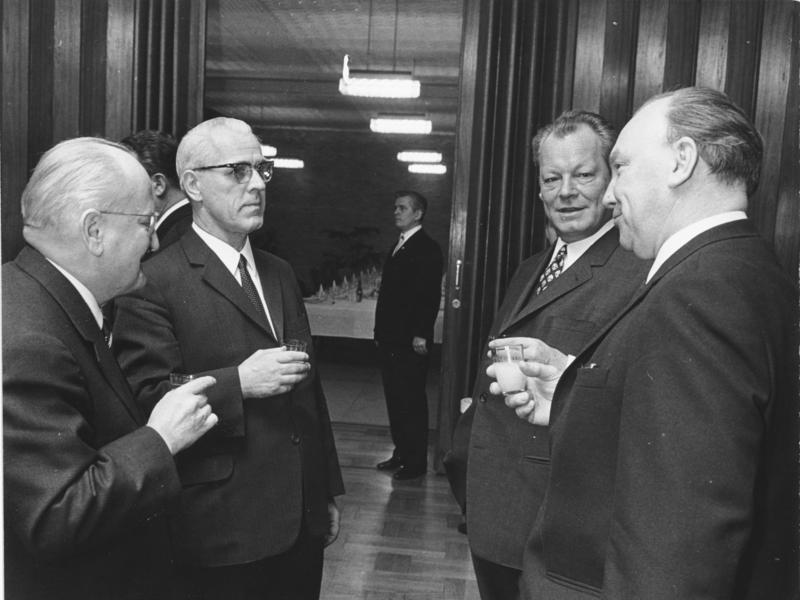
Отто Винцер, Вилли Штоф, Вилли Брандт и Эгон Франке на Эрфуртской встрече в верхах

Э́гон Фра́нке (нем. Egon Franke; 11 апреля 1913, Ганновер — 26 апреля 1995, Ганновер) — немецкий политик, член СДПГ. В 1969—1982 годах занимал пост федерального министра по внутригерманским отношениям, с 17 сентября по 1 октября 1982 года — вице-канцлер ФРГ.

## Биография
Окончив народную школу, учился на столяра и краснодеревщика. В 1929 году вступил в СДПГ. До 1933 года возглавлял союз социалистической рабочей молодёжи в Ганновере. С 1933 года и до ареста в 1934 году состоял в левой социал-демократической организации сопротивления «Социалистический фронт». В 1935 году был осуждён за государственную измену и провёл два с половиной года в тюрьме. В 1943—1945 годах принимал участие во Второй мировой войне солдатом 999-го штрафного батальона и после ранения попал в плен к американцам.
17 мая 1951 года в результате довыборов Эгон Франке стал депутатом германского бундестага и сохранял свой мандат до 1987 года. В 1966—1969 годах занимал должность заместителя председателя фракции СДПГ в бундестаге. В 1967—1969 годах возглавлял комитет бундестага по общегерманскому и берлинскому вопросам. В 1964—1973 годах Франке входил в состав президиума СДПГ.
По результатам выборов в бундестаг 1969 года Эгон Франке был назначен федеральным канцлером Вилли Брандтом на пост федерального министра по внутригерманским отношениям. Этот министерский портфель Франке сохранил и в правительстве Гельмута Шмидта. После развала социал-либеральной коалиции в 1982 году Франке также занял пост вице-канцлера ФРГ. После избрания федеральным канцлером Гельмута Коля Франке вышел из состава федерального правительства.
После отставки Франке подвергали критике за нецелевое использование государственных средств. В 1979—1982 годах 6,02 млн марок, предназначенных на гуманитарные миссии в ГДР, в частности, на выкуп беглецов из ГДР, были потрачены на другие цели с предоставлением парламентскому контролю ложной отчётности. 17 декабря 1986 года земельный суд города Бонна признал Франке невиновным по обвинению в государственной измене.